# Erik Daniel Grape
Erik Daniel Grape, född 27 januari 1802 i Enontekis församling, Västerbottens län, död 18 februari 1878 i Gävle församling, Gävleborgs län, var en svensk rådman, grosshandlare och politiker. Han var son till Erik Grape och far till Adolf Grape.
Grape var riksdagsman för borgarståndet i Gävle stad vid ståndsriksdagarna 1844/45, 1850/51, 1853/54, 1856/58, 1859/60, 1862/63 och 1865/66. Han är begravd på Gamla kyrkogården i Gävle.
Han blev riddare av Vasaorden 1864.